# Riksmålsforbundets litteraturpris
Der Literaturpreis der Riksmålsforbundet (norwegisch: Riksmålsforbundets litteraturpris) ist ein norwegischer Literaturpreis, der vom Riksmålsforbundet für hervorragende Literatur in Riksmål oder moderatem Bokmål jährlich verliehen wird.

## Preisträger
- 1957: Terje Stigen
- 1958: Harald Grieg
- 1959: Emil Boyson
- 1960: Odd Eidem
- 1961: Gunnar Bull Gundersen
- 1962: Solveig Christov
- 1963: André Bjerke
- 1964: Odd Hølaas
- 1965: Rolf Jacobsen
- 1966: Karin Bang
- 1967: Halvard Rieber-Mohn
- 1968: Ebba Haslund
- 1969: Olav Nordrå
- 1970: Finn Carling
- 1971: Per Arneberg
- 1972: Bjørg Vik
- 1973: Aasmund Brynildsen
- 1974: Jens Bjørneboe
- 1975: Stein Mehren
- 1976: Astrid Hjertenæs Andersen
- 1977: Peter R. Holm
- 1978: Knut Faldbakken
- 1979: Åge Rønning
- 1980: Henrik Groth
- 1981: Jan Bull
- 1982: Sissel Lange-Nielsen
- 1983: Odd Abrahamsen
- 1984: Ernst Orvil
- 1985: Harald Sverdrup
- 1986: Carl Fredrik Engelstad
- 1987: Kjell Askildsen
- 1988: Richard Herrmann
- 1989: Gunvor Hofmo
- 1990: Erik Fosnes Hansen
- 1991: Kaj Skagen
- 1992: Paal Brekke
- 1993: Tove Nilsen
- 1994: Tor Åge Bringsværd
- 1995: Fredrik Wandrup
- 1996: Bergljot Hobæk Haff
- 1997: Lars Saabye Christensen
- 1998: Ketil Bjørnstad
- 1999: Ingvar Ambjørnsen
- 2000: Toril Brekke
- 2001: Britt Karin Larsen
- 2002: Olav Angell
- 2003: Roy Jacobsen
- 2004: Anne Birkefeldt Ragde
- 2005: Erland Kiøsterud
- 2006: Egil Børre Johnsen
- 2007: Jan Christopher Næss
- 2008: Dag Olav Hessen
- 2009: Rune Christiansen
- 2010: Peter Normann Waage
- 2011: Tomas Espedal (abgelehnt)[1]
- 2012: Terje Holtet Larsen für Dilettanten
- 2013: Ragnar Kvam jr. für Mannen og mytene (3 Bände über Thor Heyerdahl)
- 2014: Odd Klippenvåg für Ada
- 2015: Terje Emberland für Da fascismen kom til Norge
- 2016: Tom Egeland für Djevelmasken
- 2017: Ingvild Burkey für Et underlig redskap
  - 2017: Ehrenpreis („Ærespris for forfatterskapet“) für Frid Ingulstad
- 2018: Simon Stranger für Leksikon om lys og mørke
- 2019: Sverre Mørkhagen für Ibsen … den mærkelige Mand
- 2020: Karin Fossum für Bakom synger døden
- 2021: Lars Vik für Bjørg Viks vei
- 2022: Nina Lykke für Vi er ikke her for å ha det morsomt
- 2023: Pedro Carmonas-Alvarez für Chiquitita
- 2024: Maria Kjos Fonn